# Lincoln Child
Lincoln Child (Westport, 13 ottobre 1957) è uno scrittore statunitense, autore di romanzi techno thriller e horror.
Spesso lavora in coppia con Douglas Preston. Molti dei loro romanzi sono stati dei best seller e uno in particolare, Relic, che nel 1997 è stato anche trasformato in un film omonimo per la regia di Peter Hyams.
I libri di Preston e Child sono famosi anche per le approfondite e accurate ricerche che gli autori compiono in fase di scrittura.

## Biografia
Nato a Westport in Connecticut, ma residente in New Jersey, Child si è laureato al Carleton College di Northfield in Minnesota, specializzandosi in lingua inglese e letteratura inglese.
Intorno al 1979, ottiene un lavoro come assistente editoriale presso la casa editrice St. Martin's Press. Nel 1984 raggiunge la posizione di editor. Durante il suo lavoro cura la pubblicazione di centinaia di libri, soprattutto di narrativa britannica e statunitense.
Nel 1987, dopo aver fondato la collana horror della compagnia, Child lascia il suo impiego alla St. Martin's Press per diventare analista di sistemi della compagnia di assicurazioni MetLife. Qualche anno dopo la pubblicazione del suo primo libro, Relic, Child si licenzia per dedicarsi a tempo pieno alla scrittura.
Child vive a Morristown (New Jersey).

## Opere
Fonte:  Opac nazionale, su sbn.it. URL consultato il 9 marzo 2016 (archiviato dall'url originale il 16 giugno 2017).

### Serie di Pendergast
Romanzi scritti in collaborazione con Douglas Preston:
- Relic (Relic, 1990), Sonzogno, 1996; Bur, 2008
- Reliquary (Reliquary, 1997), Sonzogno, 2001; Bur, 2008
- La stanza degli orrori (The Cabinet of Curiosities, 2002), Sonzogno, 2002; Bur, 2008
- Natura morta (Still Life with Crows, 2003), Sonzogno, 2003; Bur, 2008
- Trilogia di Diogenes:
  - Dossier Brimstone (Brimstone, 2004), Sonzogno, 2005; Bur, 2008
  - La danza della morte (Dance of Death, 2005), Sonzogno, 2006; Bur, 2008
  - Il libro dei morti (The Book of the Dead, 2006), Sonzogno, 2007; Bur, 2008
- La ruota del buio (The Wheel of Darkness, 2007), Rizzoli, 2008; Bur, 2009
- Il sotterraneo dei vivi (Cemetery Dance, 2009), Rizzoli, 2009; Bur, 2010
- Trilogia di Helen:
  - L'isola della follia (Fever Dream, 2010), Rizzoli, 2010; Bur, 2011
  - La mano tagliata (Cold Vengeance, 2011), Rizzoli, 2011; Bur, 2012
  - Due tombe (Two Graves, 2012), Rizzoli, 2012; Bur, 2013
- Nel fuoco (White Fire, 2013), Rizzoli, 2013; Bur, 2014
- Labirinto blu (Blue Labyrinth, 2014), Rizzoli, 2015; Bur, 2016
- La costa cremisi (Crimson Shore, 2015), Rizzoli, 2016
- La stanza di ossidiana (The Obsidian Chamber, 2016), Rizzoli, 2017; Bur, 2018
- Notte senza fine (City of Endless Night, 2018), Rizzoli, 2018; Bur, 2019
- L'uomo che scrive ai morti (Verses for the Dead, 2018), Rizzoli, 2019; Bur, 2020
- Il fiume del male (Crooked River, 2020), Rizzoli, 2021
- Senza sangue (Bloodless, 2021), Rizzoli, 2022
- Il laboratorio del dottor Leng (The Cabinet of Dr. Leng, 2023), Rizzoli, 2024
- (Angel of Vengeance, 2024)

Racconti brevi scritti in collaborazione con Douglas Preston:
- Extraction, 2009
- Gaslighted: Slappy the Ventriloquist Dummy vs. Aloysius Pendergast, 2014 (con R.L. Stine)

### Serie di Jeremy Logan
- Abisso (Deep Storm, 2007), Rizzoli, 2008; Bur, 2011
- Morte tra i ghiacci (Terminal Freeze, 2009), Rizzoli, 2010; Bur, 2011
- Le porte dell'inferno (The Third Gate, 2012), Rizzoli, 2012; Bur, 2014
- Progetto peccato (The Forgotten Room, 2015), Rizzoli, 2016; Bur, 2017

### Serie di Gideon
Romanzi scritti in collaborazione con Douglas Preston.
- Sotto copertura (Gideon's Sword, 2011), Rizzoli, 2011; Bur, 2012
- Gideon's Corpse, 2012
- The Lost Island, 2014
- Beyond the Ice Limit, 2016
- The Pharaoh Key, 2018

### Serie di Nora Kelly
Romanzi scritti in collaborazione con Douglas Preston.
- La spedizione Donner (Old Bones, 2019), Rizzoli, 2020
- La strada di sabbia e ossa (The Scorpion's Tail, 2021), Rizzoli 2023
- Diablo Mesa (Diablo Mesa, 2022), Rizzoli, 2025

### Altri romanzi
Altri romanzi scritti con Douglas Preston:
- Mount Dragon (Mount Dragon, (1996), Sonzogno, 1997M Bur, 2008
- Marea (Riptide, 1998), Sonzogno, 1998; Bur, 2008
- Maledizione (Thunderhead, 1999), Sonzogno, 2000; Bur, 2009
- Ice limit (The Ice Limit, 2000), Sonzogno, 2001; Bur, 2008

Altri romanzi scritti da solo:
- Utopia Park (Utopia, 2002), Sonzogno, 2003; Bur, 2013
- Finché morte non vi separi (Death Match, 2004), Sonzogno, 2006

### Altre opere
- Trial By Fury: Internet Savagery and the Amanda Knox Case, 2013 (con Douglas Preston)

## Trasposizioni cinematografiche
- Relic - L'evoluzione del terrore (Relic) di Peter Hyams (1997). Dal romanzo Relic.